# Ecolex (Zeitschrift)
Die Publikation ecolex ist eine monatlich erscheinende juristische Fachzeitschrift zum österreichischen und europäischen Wirtschaftsrecht. Sie erscheint seit 1990 in Österreich. Ein Podcast ergänzt seit Ausgabe 1/2021 das Angebot.

## Redaktion
Die Chefredaktion der Zeitschrift ecolex obliegt seit 2021 dem Wiener Rechtsanwalt Thomas Rabl. Er folgte auf Georg Wilhelm.
Der Redaktion der ecolex gehören die österreichischen Juristen Wolfgang Mazal, Paul Oberhammer, Thomas Rabl, Johannes Reich-Rohrwig, Christian Schmelz, Katharina Spies, Philip Vondrak und Michael Woller an.

## Medieninhaber und Verleger
Medieninhaber und Verlegerin ist der Manz Verlag in Wien. Verlagsredaktion: Antonia Zaponig.

## Finanzierung
Ecolex wird durch Inserate und Abonnements finanziert.

## Aufbau
Ecolex wird regelmäßig wie folgt gegliedert:
- Editorial
- Schwerpunktthema
- Zivil- und Unternehmensrecht
- Dispute Resolution
- Gesellschaftsrecht
- Wettbewerbs- und Immaterialgüterrecht
- Arbeitsrecht
- Steuerrecht
- Öffentliches Wirtschaftsrecht
- Europa(-Recht)

und bei Bedarf durch weitere Untergliederungen ergänzt (z. B. Legislative Österreich etc.).

## Zitierweise
Beiträge, die in ecolex veröffentlicht bw. besprochen werden (wie auch bei anderen Zeitschriften) üblicherweise folgendermaßen zitiert:
- Beiträge: ecolex / Jahr / Seite
- Entscheidungen: ecolex / Jahr / Entscheidungsnummer und/oder Seite